# Realismus (výtvarné umění)

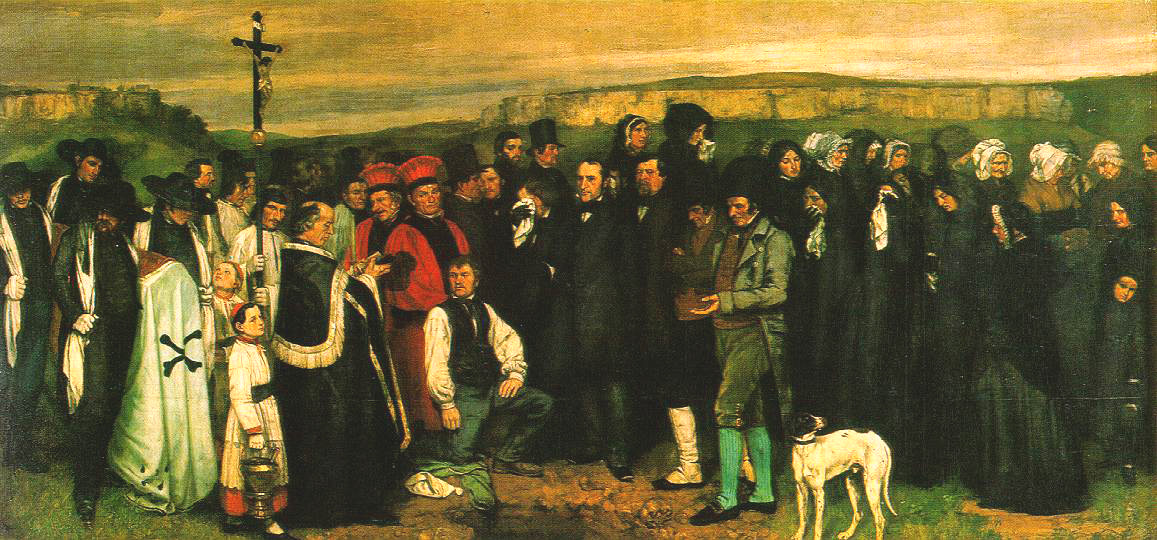
Realistický obraz Gustava Courbeta

Realismus (lat. skutečný) je výtvarná forma, která se dívá na skutečnost objektivně, bez iluzí a fantazie. Sílící materialistické pojetí se projevuje ve výtvarném umění snahou o zachycení dokonalé fyzické reality, často jde až o dokonalé naturalistické kopie skutečnosti. V 19. století chtěli lidé zachytit skutečnost pravdivě, bez idealizace, měli zájem o konkrétní všední skutečnost. Umění se v té době soustředilo na život bohatých a spokojených lidí nebo historických osob. Ve 2. polovině 19. století přichází realismus. Nejprve se rozvíjel ve Francii a poté se rozšířil do Anglie, Německa, Ruska a do českých zemí. Na první místo se staví rozum. Označuje různé směry, názory a postoje. Ve výtvarném umění znamená realismus snahu o věrné a detailní zachycení předmětu tak, jak jej divák vidí. Objevovaly se nové stavební materiály, např. železo a sklo.

## Realismus v sochařství
Realismus v sochařství se projevuje v době druhého císařství. Nejslavnějším sochařem této doby byl Jean-Baptiste Carpeaux (1827–1875). Jeho díla zdobí budovu Louvru (Flora), pařížské opery (Tanec) nebo fontánu Observatoře (Fontána Čtyř světových stran). Carpeaux byl i malířem, jeho obrazy plné světelných efektů působí až impresionisticky (Maškarní ples v Tuileriích). Nejtypičtějším realistou v sochařství byl Aimé-Jules Dalou (1838–1902) (alegorické sousoší Triumf Republiky na Place de la Nation v Paříži) Realistické začátky lze vidět i v díle Augusta Rodina (1840–1917). Dokonalá forma jeho děl vedla kritiky k tvrzení, že jeho sochy jsou sádrovými odlitky skutečných lidí (Kovový věk). Sochařská činnost doplňuje také malbu Edgara Degase, jehož postavy baletek oblečené ve skutečných šatech jako by vystoupily z obrazů. Stejně i sochy a reliéfy Paula Gauguina vycházející z jeho zážitků na Tahiti.

## Realismus v malířství
Předvoj realistické malby je představován obrazem Prám Medusy (Vor Medusy) od Théodora Géricaulta, který líčí dramatickou událost podle skutečnosti, kdy se po ztroskotání lodi zachránilo pouze deset námořníků z původních 400. Ve 30. letech vzniká tzv. Barbizonská škola, což znamená vznik realistického krajinářství. Do této skupiny patří zejména Théodore Rousseau, Jean-Francois Millet a Jules Dupré. Jejich snaha o pravdivost obrazu, jejich až kultovní uctívání přírody a venkovského života se stávají základním kamenem přicházejícího realismu.
V roce 1855 uspořádal francouzský malíř Gustave Courbet výstavu svých obrazů, kterou nazval provokativně Le realisme. Tento název se stal označením celého uměleckého směru, jehož zásady Courbet propagoval i teoreticky. Jeho obrazy vyvolávaly pohoršení (Štěrkaři, Pohřeb v Ornans, Atelier, Dobrý den, pane Courbete).
Vliv francouzských realistů podnítil rozvoj realistické malby i v Německu. Nejvýznamnější osobností zde byl Adolf von Menzel (1815–1905).
Velké oblibě se těšil realismus v Rusku, kde se stal skutečně národním slohem. Nejznámějšími malíři byli Ilja Jefimovič Repin (Burlaci na Volze) a Isaak Iljič Levitan.

## Nový realismus
Umělecké hnutí založené v roce 1960 kritikem Pierrem Restanym a malířem Yvesem Kleinem. Manifest The Constitutive Declaration of New Realism, který deklaroval nové vnímání  reálného života, podepsalo  devět umělců: Yves Klein, Arman,  César, Francois Dufrêne, Raymond Hains, Martial Raysse, Pierre Restany, Daniel Spoerri, Jean Tinguely a Jacques de la Villeglé. Později se k nim připojili Niki de Saint–Phalle, Gerard Deschamps a Christo Javačev. Usilovali o sblížení umění a skutečnosti, na rozdíl od abstrakce. Jejich cílem  byla poetická recyklace městské, průmyslové a reklamní reality.  Soustředili se na nové materiály a umělecké formy, jako byla koláž a asambláž. Někdy do svých děl  začleňovali různé reálné objekty, jako haraburdí, šrot a odpadky. Hnutí se po deseti letech rozpadlo.